# Bahnhof Langmeil (Pfalz)

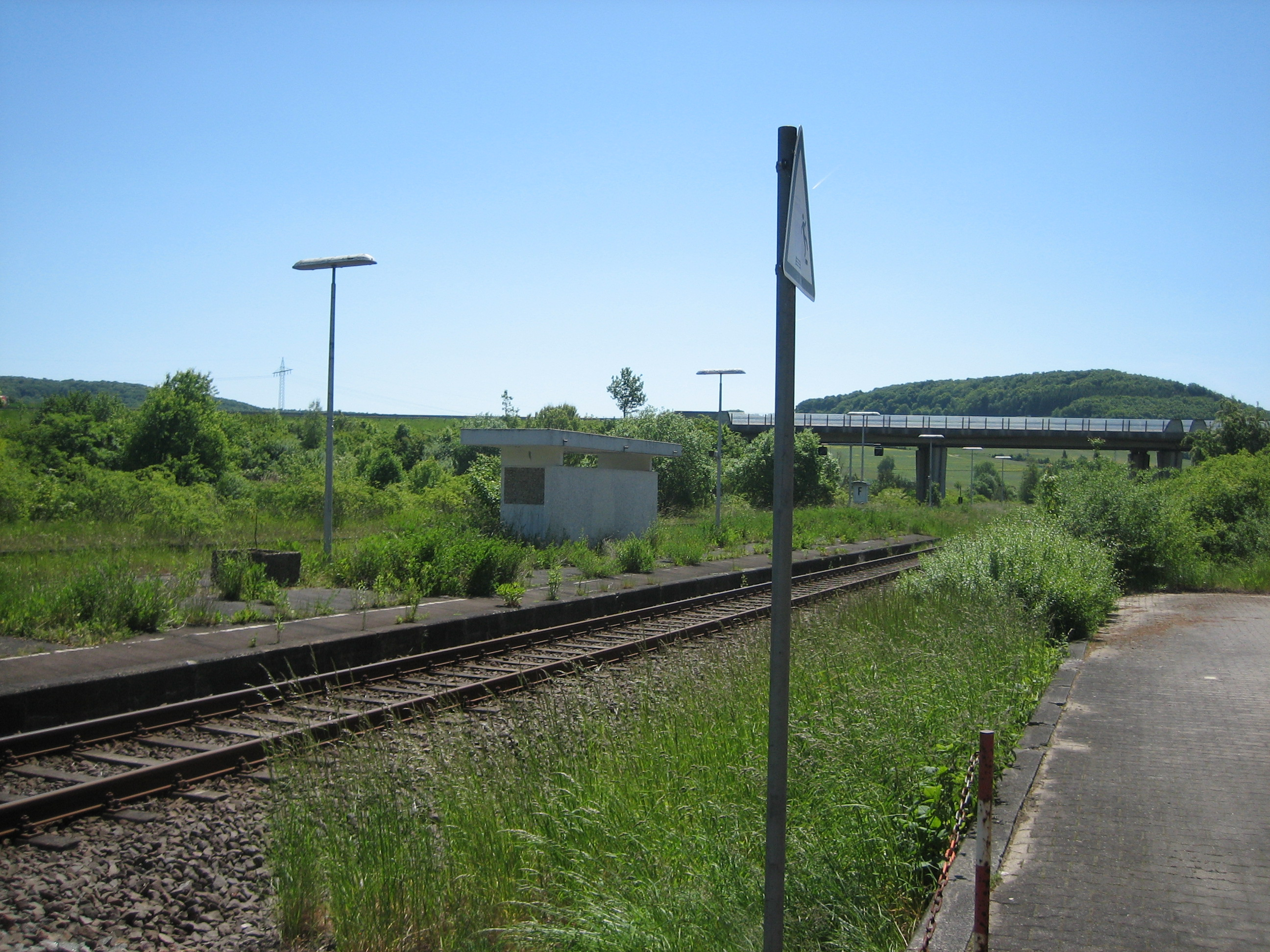
Früherer Bahnsteig

Der Bahnhof Langmeil (Pfalz) – anfangs Langmeil-Münchweiler – ist ein ehemaliger Personenbahnhof in Alsenbrück-Langmeil, einem Ortsteil der Gemeinde Winnweiler im Donnersbergkreis in Rheinland-Pfalz. Er befindet sich an der Alsenztalbahn Kaiserslautern–Bad Münster. Außerdem zweigt von ihm die Zellertalbahn nach Monsheim ab. Als Personenbahnhof war er von 1870 bis 2006 in Betrieb, seitdem existiert er noch als Betriebsbahnhof.

## Lage
Der Bahnhof befindet sich am südlichen Rand der Siedlung Langmeil; in unmittelbarer Nähe entstand in der Folgezeit der Wohnplatz Bahnhof Langmeil. Die Bundesautobahn 63 überbrückt den südlichen Bahnhofsteil.(zum Gleisplan von 1914 siehe Weblink ins Bayerische Hauptstaatsarchiv)

## Geschichte

### Entwicklung zum Knotenpunkt
Im Zuge der Eröffnung des Alsenztalbahn-Abschnitts Hochspeyer–Winnweiler am 29. Oktober 1870 erhielt der zur Gemeinde Alsenbrück gehörende Ort Langmeil Anschluss an das Eisenbahnnetz; der Bahnhof erhielt den Namen Langmeil-Münchweiler, da er ebenso die weiter südlich liegende Gemeinde Münchweiler an der Alsenz erschloss. Rund ein halbes Jahr später, am 16. Mai 1871, wurde die Strecke bis nach Bad Münster durchgebunden.
Bald gab es Pläne, die Alsenztalbahn mit der seit 1870 fertiggestellten Rheinhessenbahn Worms–Bingen zu verknüpfen. Obwohl der Ort Langmeil eher unbedeutend war, wurde er als Trennungsbahnhof für eine Querverbindung gewählt, da er aus geographischer Sicht am besten als Ausgangspunkt geeignet war. Von ihm aus sollte eine Strecke im unmittelbaren Einzugsgebiet des Donnersberg über Marnheim und Kirchheimbolanden bis nach Alzey geführt werden. Als Nebenstrecke sollte zudem eine Verbindung entlang der Pfrimm bis nach Monsheim entstehen. Letztere wurde zwischen Monsheim und Marnheim bereits am 23. Oktober 1872 fertiggestellt; ihre Durchbindung nach Langmeil erfolgte ein halbes Jahr später am 31. Mai 1873. Am 18. Juli 1874 war die Verbindung Marnheim–Alzey durchgehend befahrbar.
Durch dieses Streckenkonglomerat entwickelte sich der Bahnhof Langmeil zum Eisenbahnknotenpunkt, zumal über alle drei Strecken Fernverkehr verlief. Obwohl die Strecke nach Monsheim zuerst fertiggestellt worden war, erfolgte die durchgehende Kilometrierung von Langmeil nach Alzey. Aus strategischen Gründen wurde die Strecke zwischen Langmeil und Monsheim 1888 zweigleisig ausgebaut.

### Bedeutungsverlust
Anfang des 20. Jahrhunderts erhielt der Bahnhof wie alle in der Pfalz Bahnsteigsperren. Während dieser Zeit wurde der Bahnhof von der Betriebs- und Bauinspektion Kaiserslautern II verwaltet und war Sitz einer Bahnmeisterei. 1922 erfolgte die Eingliederung des Bahnhofs in die neu gegründete Reichsbahndirektion Ludwigshafen. Während dieser Zeit würde er in Langmeil (Pfalz) umbenannt. Ein Jahr später wurden die am Bahnhof beschäftigten Eisenbahner im Zuge des von Frankreich durchgeführten, bis 1924 dauernden Regiebetriebs ausgewiesen. Danach kehrten sie zurück. Im Zuge der Auflösung der Ludwigshafener Direktion wechselte er zum 1. April 1937 in den Zuständigkeitsbereich der Direktion Mainz; zu dieser Zeit unterstand er dem Betriebsamt (RBA) Neustadt. Am 20. März 1945, anderthalb Monate vor dem Ende des Zweiten Weltkriegs, sprengte die deutsche Wehrmacht das Pfrimmtalviadukt zwischen Marnheim und Kirchheimbolanden, wodurch die Donnersbergbahn seither unterbrochen ist. Die Deutsche Bundesbahn gliederte den Bahnhof in die Bundesbahndirektion Mainz ein, der sie sämtliche Bahnstrecken innerhalb des neu geschaffenen Bundeslandes Rheinland-Pfalz zuteilte. Am 1. August 1971 gelangte der Bahnhof im Zuge der Auflösung der Mainzer Direktion in den Zuständigkeitsbereich ihres Saarbrücker Pendants. Zur selben Zeit wurden die Bahnsteigsperren aufgehoben.
Die Zellertalbahn nach Monsheim wurde am 23. September 1983 im Personenverkehr stillgelegt. Ihre Bedeutung als potentielle Strategische Bahn verhinderte zunächst die Gesamtstilllegung. Durchgehender Güterverkehr über diese Bahn fand seither nicht mehr statt, von Langmeil aus lediglich im Bedarf bis nach Börrstadt.
2000 wurde die Station wie die gesamte Westpfalz zunächst Teil des Westpfalz-Verkehrsverbundes (WVV), ehe dieser sechs Jahre später im Verkehrsverbund Rhein-Neckar (VRN) aufging. Nachdem Münchweiler bereits 1999 einen eigenen Haltepunkt entlang der Alsenztalbahn erhalten hatte, verlor der Bahnhof weiter an Bedeutung. Zwar wurde der Personenverkehr auf der Zellertalbahn am 26. Mai 2001 an Sonn- und Feiertagen reaktiviert, jedoch halten die entsprechenden Züge seit 2005 nicht mehr in Langmeil, sondern beginnen in Kaiserslautern. Hinzu kam die 
periphere Lage des Bahnhofs selbst zum Ort Langmeil. Aufgrund mangelnder Rentabilität wurde er deshalb Ende 2006 im Personenverkehr aufgelassen. Im Februar 2024 wurden die kompletten Bahnsteiganlagen abgerissen.

## Empfangsgebäude
Das Empfangsgebäude ähnelt stilistisch mehreren anderen seinesgleichen im Streckennetz der Pfälzischen Eisenbahnen wie beispielsweise Annweiler am Trifels, Enkenbach, Kirchheimbolanden, und Marnheim.